# Hans Georg Wirz
Hans Georg Wirz (geb. 18. Dezember 1885 in Zürich; gest. 15. September 1972 in Bern) war ein Schweizer Historiker, Bibliothekar, Autor und Generalstabsoffizier.

## Leben und Werk

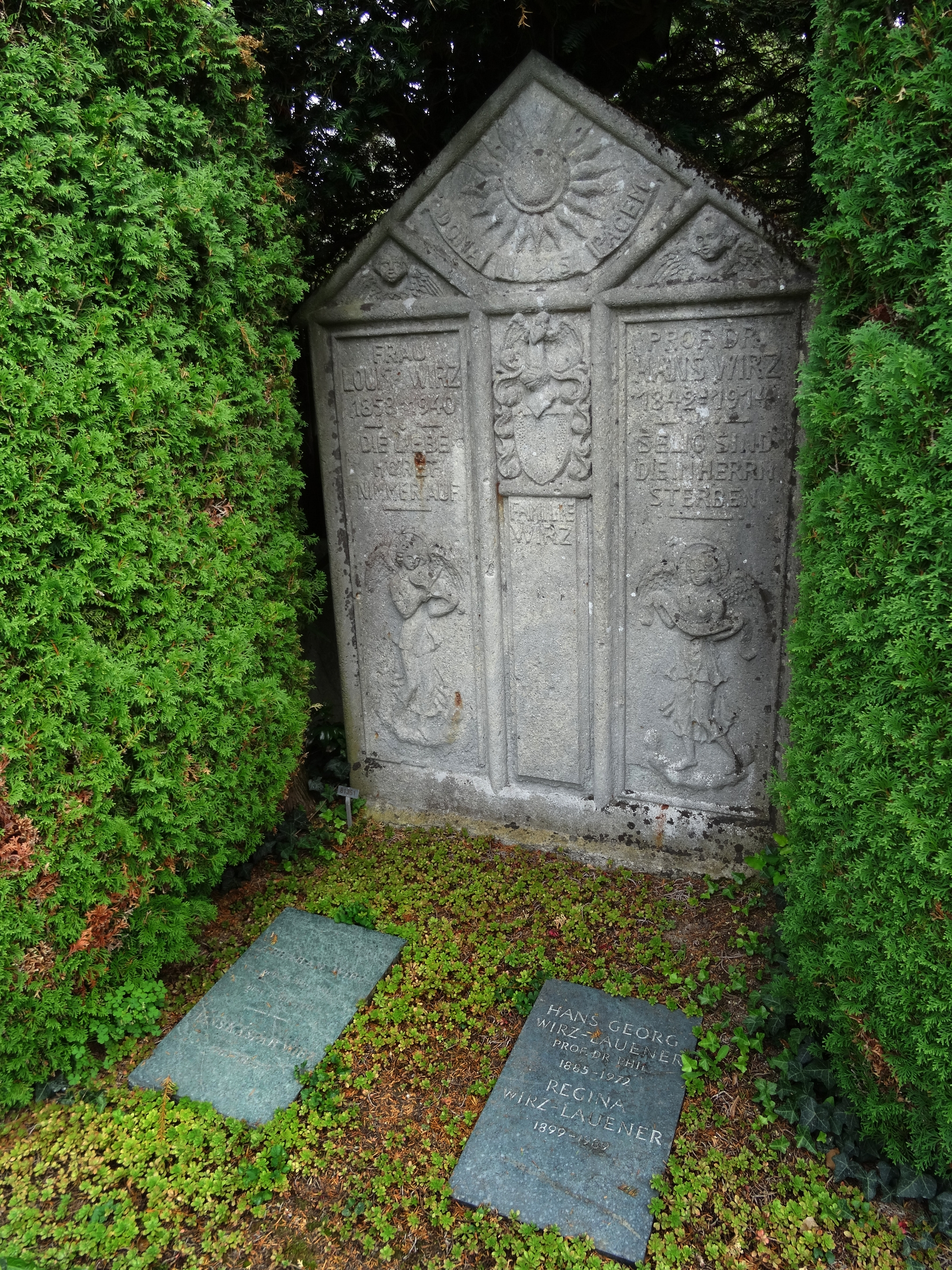
Grab 81351, Friedhof Enzenbühl, Zürich

Hans Georg Wirz entstammte dem alten Zürcher Geschlecht der Wirz von Uerikon. Er war ein Sohn des Philologen Hans Wirz (1842–1914) und der Louise (1858–1940) sowie ein Grossneffe von Henry Wirz.
Wirz studierte Geschichte und politische Ökonomie in Zürich, München und Heidelberg. 1912 holte er sich den Doktortitel sowie das Diplom für das höhere Lehramt. Im gleichen Jahr wurde er zum Chef der Eidgenössischen Militärbibliothek, heute Bibliothek am Guisanplatz, ernannt. Von 1914 bis 1918 amtete er als Chef der Zentralstelle für Soldatenfürsorge.
Zusammen mit Theophil Sprecher von Bernegg gründete er 1918 die Stiftung Schweizerische Nationalspende. Wirz amtete bis 1964 als deren Schriftführer. Nach dem Ersten Weltkrieg wurde die Soldatenbibliothek in die Stiftung Schweizerische Volksbibliothek überführt. Dort war er als Oberbibliothekar bis 1956 tätig. Hermann Escher, Felix Burckhardt und Marcel Godet (1877–1949), Präsident der Internationalen Bibliothekarenvereinigung und Mitherausgeber des Historisch-Biographischen Lexikons der Schweiz, unterstützten ihn in seiner Tätigkeit.
Von 1925 bis 1956 war Wirz ausserordentlicher Professor für Schweizer Geschichte und allgemeine Kriegsgeschichte an der Universität Bern. Zudem verfasste er zahlreiche militärhistorische Publikationen vor allem zum Spätmittelalter.
Hans Georg Wirz war mit Regina, geborene Lauener (1899–1989), verheiratet. Seine letzte Ruhestätte fand er auf dem Friedhof Enzenbühl in Zürich.